# Блатно кокиче в м. Калпунар
Блатно кокиче в м. Калпунар е защитена местност в България. Намира се в землището на село Кочово, област Шумен.
Защитената местност е с площ 12,0 ha. Обявена е на 3 юли 1970 г. с цел опазване на естествено находище на блатно кокиче.
В защитената местност се забраняват:
- разораване, отводняване или изменяне начина на ползуване на терените, което води до унищожаване находищата на блатното кокиче;
- пашата на добитък и косенето на ливадите преди прибирането на блатното кокиче - не по-рано от 30 май.[1]